# Delko Bogdanić
Delko Bogdanić (ur. 27 sierpnia 1910 w Ličko Lešće, zm. 30 listopada 1945 w rejonie Kosinjskiego Bakovaca) – chorwacki wojskowy (pułkownik), dowódca II batalionu Czarnego Legionu, Rezerwowego Batalionu Ustaszy, 4 Pułku Ustaszy, a następnie zastępca dowódcy 10 Chorwackiej Dywizji Piechoty podczas II wojny światowej, dowódca oddziału partyzanckiego Križari w Chorwacji.

## Życiorys
Ukończył szkołę wojskową w Senju. We wrześniu 1932 r. uczestniczył w przegranym chorwackim powstaniu w Górach Welebit. Po utworzeniu Niezależnego Państwa Chorwackiego na pocz. kwietnia 1941 r., wstąpił do jego sił zbrojnych. Początkowo objął dowództwo jednej z kompanii Sił Zbrojnych Ustaszy w Otočacu. Od sierpnia 1941 r. do kwietnia 1942 r. dowodził II batalionem Czarnego Legionu. Następnie objął dowodzenie Rezerwowego Batalionu Ustaszy. Latem 1942 r. został awansowany do stopnia kapitana. Od pocz. 194 r. był dowódcą 4 Pułku Ustaszy. W kwietniu 1945 r. został w stopniu pułkownika zastępcą dowódcy 10 Chorwackiej Dywizji Piechoty. Na pocz. maja tego roku postanowił pozostać w Chorwacji, przechodząc do konspiracji w ramach Križari. Początkowo objął dowodzenie 2 sektora partyzanckiego „Centralna Bośnia”. Kiedy został powołany 6 sektor partyzancki „Lika”, został jego dowódcą. Sformował, po czym stanął na czele oddziału partyzanckiego. Działał na obszarze Kosinje-Kutarevo-Ličko Lešće. 30 listopada 1945 r. jego oddział został otoczony w rejonie Kosinjskiego Bakovaca przez wojska jugosłowiańskie. Delko Bogdanić popełnił samobójstwo w leśnym bunkrze.